# ساوت ویلینگهام
ساوت ویلینگهام (به انگلیسی: South Willingham) یک روستا و محله مدنی در بریتانیا است که در لیندسی شرقی واقع شده‌است. ساوت ویلینگهام ۱۶۰ نفر جمعیت دارد.